# 1923 في السويد
فيما يلي قوائم الأحداث التي وقعت خلال عام 1923 في السويد.

## سياسة

### انتهاء فترة المنصب
- 19 أبريل – يالمار برانتينغ رئيس وزراء السويد.

## مواليد

### يناير
- 25 يناير – أرفيد كارلسون

### أبريل
- 25 أبريل – أنيتا بيورك ممثلة سويدية.

### نوفمبر
- 9 نوفمبر – برور ميلبيرغ لاعب كرة قدم سويدي.

## وفيات

### يناير
- 25 يناير – أماليا اريكسون (مواليد 1824)